# Sonic Highways World Tour
La Sonic Highways World Tour es una gira de la banda estadounidense Foo Fighters la cual arrancó el 10 de diciembre de 2014. Dando fechas en África, América, Oceanía, Asia y Europa.

## Sonic Highways World Tour
| Fecha                    |                             | Ciudad               | País           | Teatro                          |
| ------------------------ | --------------------------- | -------------------- | -------------- | ------------------------------- |
| África                   |                             |                      |                |                                 |
| 10 de diciembre de 2014  | Bandera de Sudáfrica        | Cape Town            | Sudáfrica      | Cape Town Stadium               |
| 13 de diciembre de 2014  | Bandera de Sudáfrica        | Johannesburgo        | Sudáfrica      | FNB Stadium                     |
| América del Sur          |                             |                      |                |                                 |
| 15 de enero de 2015      | Bandera de Chile            | Santiago             | Chile          | Pista Atlética Estadio Nacional |
| 18 de enero de 2015      | Bandera de Argentina        | La Plata             | Argentina      | Estadio Ciudad de La Plata      |
| 21 de enero de 2015      | Bandera de Brasil           | Porto Alegre         | Brasil         | Estacionamiento da FIERGS       |
| 23 de enero de 2015      | Bandera de Brasil           | São Paulo            | Brasil         | Estadio Morumbi                 |
| 25 de enero de 2015      | Bandera de Brasil           | Río de Janeiro       | Brasil         | Estadio Maracana                |
| 28 de enero de 2015      | Bandera de Brasil           | Belo Horizonte       | Brasil         | Esplanada Mineirão              |
| 31 de enero de 2015      | Bandera de Colombia         | Bogotá               | Colombia       | Estadio El Campin               |
| Oceanía                  |                             |                      |                |                                 |
| 18 de febrero de 2015    | Bandera de Nueva Zelanda    | Christchurch         | Nueva Zelanda  | AMI Stadium                     |
| 21 de febrero de 2015    | Bandera de Nueva Zelanda    | Auckland             | Nueva Zelanda  | Mt. Smart Stadium               |
| 24 de febrero de 2015    | Bandera de Australia        | Brisbane             | Australia      | Suncorp Stadium                 |
| 26 de febrero de 2015    | Bandera de Australia        | Sídney               | Australia      | ANZ Stadium                     |
| 28 de febrero de 2015    | Bandera de Australia        | Melbourne            | Australia      | Etihad Stadium                  |
| 4 de marzo de 2015       | Bandera de Australia        | Adelaida             | Australia      | Hindmarsh Stadium               |
| 8 de marzo de 2015       | Bandera de Australia        | Perth                | Australia      | NIB Stadium                     |
| Europa                   |                             |                      |                |                                 |
| 25 de mayo de 2015       | Bandera del Reino Unido     | Sunderland           | Reino Unido    | Stadium of Light                |
| 27 de mayo de 2015       | Bandera del Reino Unido     | Mánchester           | Reino Unido    | Old Trafford                    |
| 30 de mayo de 2015       | Bandera de Irlanda          | Meath                | Irlanda        | Slane Castle                    |
| 3 de junio de 2015       | Bandera de Alemania         | Hamburgo             | Alemania       | O2 World                        |
| junio de 2015            | Bandera de Alemania         | Mendig               | Alemania       | Rock Am Ring                    |
| junio de 2015            | Bandera de Alemania         | Núremberg            | Alemania       | Rock Im Park                    |
| 10 de junio de 2015      | Bandera de Noruega          | Oslo                 | Noruega        | Telenor Arena                   |
| 12 de junio de 2015      | Bandera de Suecia           | Gothenburg           | Suecia         | Ullevi Stadium                  |
| 14 de junio de 2015      | Bandera de los Países Bajos | Landgraaf            | Países Bajos   | Pinkpop Festival                |
| 16 de junio de 2015      | Bandera de Suiza            | San Galo             | Suiza          | AFG Arena                       |
| 19 de junio de 2015      | Bandera del Reino Unido     | Londres              | Reino Unido    | Wembley Stadium                 |
| 20 de junio de 2015      | Bandera del Reino Unido     | Londres              | Reino Unido    | Wembley Stadium                 |
| 23 de junio de 2015      | Bandera del Reino Unido     | Edinburgo            | Reino Unido    | BT Murrayfield Stadium          |
| 25 de junio de 2015      | Bandera de Bélgica          | Werchter             | Bélgica        | Rock Werchter                   |
| 26-28 de junio de 2015   | Bandera del Reino Unido     | Somerset             | Reino Unido    | Glastonbury Festival            |
| América del Norte        |                             |                      |                |                                 |
| 4 de julio de 2015       | Bandera de Estados Unidos   | Washington D. C.     | Estados Unidos | RFK Stadium                     |
| 6 de julio de 2015       | Bandera de Estados Unidos   | Camden, NJ           | Estados Unidos | Susquehanna Bank Center         |
| 8 de julio de 2015       | Bandera de Canadá           | Toronto              | Canadá         | Molson Canadian Amphitheatre    |
| 9 de julio de 2015       | Bandera de Canadá           | Toronto              | Canadá         | Molson Canadian Amphitheatre    |
| 13 de julio de 2015      | Bandera de Estados Unidos   | Camden, NJ           | Estados Unidos | Susquehanna Bank Center         |
| 15 de julio de 2015      | Bandera de Estados Unidos   | Nueva York, NY       | Estados Unidos | City Field                      |
| 16 de julio de 2015      | Bandera de Estados Unidos   | Nueva York, NY       | Estados Unidos | City Field                      |
| 18 de julio de 2015      | Bandera de Estados Unidos   | Boston, MA           | Estados Unidos | Fenway Park                     |
| 19 de julio de 2015      | Bandera de Estados Unidos   | Boston, MA           | Estados Unidos | Fenway Park                     |
| Asia                     |                             |                      |                |                                 |
| 24 de julio de 2015      | Bandera de Japón            | Niigata              | Japón          | Fuji Rock Festival              |
| América del Norte        |                             |                      |                |                                 |
| 12 de agosto de 2015     | Bandera de Canadá           | Edmonton             | Canadá         | Rexall Place                    |
| 13 de agosto de 2015     | Bandera de Canadá           | Calgary              | Canadá         | Scotiabank Saddledome           |
| 16 de agosto de 2015     | Bandera de Estados Unidos   | Denver, CO           | Estados Unidos | Fiddler's Green Amphitheatre    |
| 17 de agosto de 2015     | Bandera de Estados Unidos   | Denver, CO           | Estados Unidos | Fiddler's Green Amphitheatre    |
| 19 de agosto de 2015     | Bandera de Estados Unidos   | Maryland Heights, MO | Estados Unidos | Hollywood Casino Amphitheatre   |
| 21 de agosto de 2015     | Bandera de Estados Unidos   | Kansas City, MO      | Estados Unidos | Sprint Center                   |
| 22 de agosto de 2015     | Bandera de Estados Unidos   | St. Paul, MN         | Estados Unidos | Xcel Energy Center              |
| 24 de agosto de 2015     | Bandera de Estados Unidos   | Detroit, MI          | Estados Unidos | DTE Energy Music Theatre        |
| 25 de agosto de 2015     | Bandera de Estados Unidos   | Pittsburgh, PA       | Estados Unidos | First Niagara Pavilion          |
| 27 de agosto de 2015     | Bandera de Estados Unidos   | Indianápolis, IN     | Estados Unidos | Klipsch Music Center            |
| 29 de agosto de 2015     | Bandera de Estados Unidos   | Chicago, IL          | Estados Unidos | Wrigley Field                   |
| 11 de septiembre de 2015 | Bandera de Estados Unidos   | Vancouver, BC        | Estados Unidos | Pepsi Live at Rogers Arena      |
| 12 de septiembre de 2015 | Bandera de Estados Unidos   | George, WA           | Estados Unidos | George Amphitheatre             |
| 14 de septiembre de 2015 | Bandera de Estados Unidos   | Portland, OR         | Estados Unidos | Moda Center                     |
| 16 de septiembre de 2015 | Bandera de Estados Unidos   | Mountain View, CA    | Estados Unidos | Shoreline Amphitheatre          |
| 18 de septiembre de 2015 | Bandera de Estados Unidos   | Anaheim, CA          | Estados Unidos | Honda Center                    |
| 19 de septiembre de 2015 | Bandera de Estados Unidos   | Anaheim, CA          | Estados Unidos | Honda Center                    |
| 21 de septiembre de 2015 | Bandera de Estados Unidos   | Los Ángeles, CA      | Estados Unidos | The Forum                       |
| 22 de septiembre de 2015 | Bandera de Estados Unidos   | Los Ángeles, CA      | Estados Unidos | The Forum                       |
| 24 de septiembre de 2015 | Bandera de Estados Unidos   | Chula Vista, CA      | Estados Unidos | Sleep Train Amphitheatre        |
| 25 de septiembre de 2015 | Bandera de Estados Unidos   | Phoenix, AZ          | Estados Unidos | AK-Chin Pavilion                |
| 27 de septiembre de 2015 | Bandera de Estados Unidos   | Alburquerque, NM     | Estados Unidos | Isleta Amphitheater             |
| 29 de septiembre de 2015 | Bandera de Estados Unidos   | Oklahoma City, OK    | Estados Unidos | Chesapeake Energy Arena         |
| 30 de septiembre de 2015 | Bandera de Estados Unidos   | Wichita, KS          | Estados Unidos | Intrust Bank Arena              |
| 4 de octubre de 2015     | Bandera de Estados Unidos   | Atlanta, GA          | Estados Unidos | Centennial Olympic Park         |
| 5 de octubre de 2015     | Bandera de Estados Unidos   | Nashville, TN        | Estados Unidos | Brdgestone Arena                |
| 7 de octubre de 2015     | Bandera de Estados Unidos   | Memphis, TN          | Estados Unidos | FedExForum                      |